# Medal of Honor: Airborne
Medal of Honor: Airborne (wym. /ˈmedᵊl əv ˈɒnəʳ ˈeəbɔːn/) – gra komputerowa z gatunku first-person shooter osadzona w realiach II wojny światowej, wyprodukowana i wydana w 2007 przez Electronic Arts. Jest to jedenasta część serii gier komputerowych Medal of Honor. Gracz kieruje w niej żołnierzem amerykańskiej 82. Dywizji Powietrznodesantowej, który bierze udział w operacjach powietrznodesantowych na terenie Europy.
Pierwsze wzmianki o Medal of Honor: Airborne pojawiły się w 2005 roku. Prace nad grą trwały dwa lata. Użyto w niej silnika gry Unreal Engine 3. Produkcji towarzyszyła szeroko zakrojona kampania promocyjna, między innymi impreza zorganizowana przez Electronic Arts na Mierzei Helskiej. Po wydaniu gra spotkała się jednak z mieszaną reakcją krytyków. Chwalono nowatorską w dziejach gatunku możliwość skoków spadochronowych oraz oprawę audiowizualną, natomiast krytykowano rażące odejście od realiów wojennych, brak silnika fizycznego czyniącego rozgrywkę bardziej wiarygodną, mało nowatorski tryb gry wieloosobowej oraz oszustwa sztucznej inteligencji wobec gracza.

## Fabuła
W Medal of Honor: Airborne gracz wciela się w rolę spadochroniarza amerykańskiego, kaprala Boyda Traversa, który należy do 82. Dywizji Powietrznodesantowej. Gra rozpoczyna się lądowaniem amerykańskich wojsk powietrznodesantowych na Sycylii w ramach operacji „Husky”. Po wylądowaniu w wiosce Adanti Travers bierze udział w zniszczeniu kilku włoskich działek przeciwlotniczych, po czym siły amerykańskie wypierają wojska Osi z wioski. Rok później żołnierze 82. DP lądują w ramach operacji „Avalanche” w ruinach Paestum, gdzie przystępują do niszczenia niemieckich linii zaopatrzenia i środków komunikacji. Następnie dołączają do głównych sił alianckich.
W 1944 roku Travers bierze udział w lądowaniu w Normandii. 82. DP zostaje zrzucona na tyłach bunkrów niemieckich, gdzie jej żołnierze likwidują radary i opanowują wieżę obserwacyjną. Następnie uczestniczą oni w operacji „Market Garden”. Zrzuceni w okolicy Nijmegen, po ciężkich walkach zdobywają most umożliwiający przedarcie się alianckich sił pancernych w głąb Holandii.
W 1945 roku Travers uczestniczy w operacji „Varsity”, podczas której niszczy kilka obiektów przemysłowych w Zagłębiu Ruhry. Ostatnia misja polega na fikcyjnym ataku amerykańskich spadochroniarzy na potężną wieżę obronną (flakturm), która po jej zdobyciu zostaje wysadzona w powietrze.

## Rozgrywka
Gracz obserwuje świat wirtualny przedstawiony w grze z perspektywy pierwszej osoby. Na ekranie widnieją wskaźniki pomagające w rozgrywce: kompas wskazujący cele misji oraz wskaźniki amunicji i poziomu życia. Pasek wskazujący poziomy życia podzielony jest na cztery segmenty; jeżeli po otrzymaniu obrażeń nastąpi spadek poziomu życia, może się ono zregenerować w ramach danego segmentu. Kolejne wypełnianie kolejnych segmentów życia następuje po zebraniu apteczek.
Kierowany przez gracza bohater może poruszać się w dowolnym kierunku, skakać i kucać za osłonami. Do dyspozycji ma trzy rodzaje broni służącej do zwalczania komputerowych wrogów, które może zmieniać w trakcie misji. Rodzajów broni palnej jest ogółem jedenaście. Podczas walk gracz ma możliwość rzucania granatami podzielonymi na odłamkowe i przeciwpancerne (które są nowością w serii). Ponadto w walce na bliską odległość gracz może atakować wrogów kolbą broni.
W kampanii jednoosobowej dostępne jest sześć misji. Rozpoczynają się od skoku z samolotu transportowego na spadochronie, przy czym gracz ma możliwość wybrania broni, z jaką zostanie zrzucony. Gracz może wylądować w dowolnym miejscu na mapie, przy czym najkorzystniejsze jest lądowanie w strefach oznaczonych zieloną flarą. W owych strefach, w których znajdują się zwykle sojuszniczy komputerowi żołnierze, gracz może na przykład uzupełnić amunicję. Podczas działań wojennych można ulepszyć posiadaną broń, z której przedtem często się korzystało. Ulepszenia mogą być jednorazowe (na przykład granaty nasadkowe) lub stałe (na przykład mniejszy odrzut przy oddawaniu strzałów). Zapis aktualnego stanu gry dokonywany jest automatycznie po wykonaniu określonego zadania podczas misji.
Tryb gry wieloosobowej oferuje możliwość grania przez jednocześnie 12 osób na jednej mapie. Poza standardowym dostępny jest tryb Team Deathmatch, gdy gracze wybierają jedną ze stron konfliktu: aliantów lub Oś, a zwycięzcą zostaje drużyna, która zdobyła w określonym czasie najwięcej punktów. Team Deathmatch Airborne charakteryzuje się ponadto tym, że alianci zostają zrzuceni na mapę podobnie jak w kampanii, a gracze po stronie Osi pozostają na ziemi. Natomiast w trybie Objective obie drużyny mają za zadanie zdobycie trzech flag wroga i przyniesienie ich do własnego punktu.

## Produkcja
Pierwsze wzmianki o nowej części serii Medal of Honor pojawiły się w 2005 roku. 17 stycznia 2006 roku przedsiębiorstwo Electronic Arts ujawniło szczegóły dotyczące produkcji gry. Wydawca gry wspomniał o „w pełni interaktywnej” części rozgrywki, polegającej na zrzucie ze spadochronu, oraz o możliwości ulepszania posiadanej broni. 9 maja 2006 roku na targach Electronic Entertainment Expo pokazano film demonstracyjny, który pokazywał fragment rozgrywki ze zrzutem spadochronowym. Dla potrzeb gry Electronic Arts podpisało umowę z przedsiębiorstwem DaimlerChrysler, która pozwalała na wykorzystanie samochodów Willys Jeep. Ścieżkę dźwiękową skomponował Michael Giacchino.
Medal of Honor: Airborne została zaprojektowana przy użyciu silnika Unreal Engine 3. Za jego pomocą twórcy zaprojektowali szczegółowo wyglądające postacie, a także umożliwili wyświetlanie gry światłocieni oraz zmiennych warunków atmosferycznych. Gra obsługuje renderowanie HDR. Patrick Gilmore, główny projektant gry, mówił w wywiadach o użyciu przez jego studio systemu sztucznej inteligencji Affordance. Umożliwia on komputerowym żołnierzom wyszukiwanie osłon chroniących ich przed ostrzałem i ukrywanie się za nimi. Gilmore w kwestii rozgrywki wspominał też, że początkowo twórcy zamierzali umieścić na początku każdej misji dodatkową postać – „przewodnika” lądującego przed właściwym bohaterem na wrogim terenie, co miało stanowić preludium do właściwej akcji. Jednak ze względu na znikomy wpływ na rozgrywkę zrezygnowali z tego pomysłu.
Grze towarzyszyła szeroko zakrojona promocja. W dniach od 9 do 12 sierpnia 2007 roku Electronic Arts zorganizowało na Mierzei Helskiej imprezę pod nazwą D-Day Hell. Składała się ona z inscenizacji niektórych bitew II wojny światowej: zdobycia baterii w Merville i lądowania na plaży Omaha. 23 sierpnia pojawiła się wersja demonstracyjna Medal of Honor: Airborne, która zawierała jedną misję umiejscowioną na Sycylii. 4 września 2007 roku miała miejsce premiera gry w wersji na platformy Windows i Xbox 360, natomiast 13 listopada 2007 roku – premiera na konsoli PlayStation 3.

## Odbiór gry
Medal of Honor: Airborne spotkała się z różnorodną reakcją recenzentów. Średnia ocen gry w wersji na komputery osobiste wyniosła 78% według agregatorów GameRankings i Metacritic. Niższą średnią ocen uzyskały wersje gry przeznaczone na konsole: odpowiednio 76% i 75% na PlayStation 3 oraz 74% i 73% na Xboksa 360.
Recenzenci na ogół chwalili swobodę wyboru przez gracza miejsca lądowania na mapie. Jerzy Poprawa z pisma „CD-Action” pozytywnie ocenił fakt, że gracz może lądować w dowolnym miejscu i wybrać kolejność wykonywania zadań. Jednak Aaron Thomas z portalu GameSpot, w przeciwieństwie do Poprawy, twierdził, że niewidzialne ściany skutecznie ograniczają działania gracza, a lądowanie w dowolnym miejscu poza bezpieczną strefą kończy się najczęściej śmiercią. Dan Adams z portalu IGN zauważył, że iluzję wolności skutecznie rozwiewa brak silnika fizycznego, uniemożliwiający niszczenie budynków czy nawet zwykłych przedmiotów na mapie. W efekcie nawet ukrywając się za drewnianym płotem, gracz może skutecznie unikać ciężkiego ostrzału. Natomiast Kristan Reed ze strony Eurogamer nie widział w tym niczego, co by przeszkadzało w rozgrywce, zrzucając obowiązek istnienia praw fizyki na następną generację gier komputerowych.
Różnie oceniano sztuczną inteligencję w grze. O ile Kristan Reed chwalił komputerowych wrogów za wyszukiwanie osłon i ukrywanie się za nimi, to Sal Accardo ze strony GameSpy doszukał się w jej zachowaniu czystego oszustwa. Zwrócił uwagę na fakt, że w dziwny sposób wrogowie zawsze wiedzą, gdzie znajduje się gracz i strzelają ze znacznych odległości z wysoką celnością. Jerzy Poprawa ponadto stwierdził, że mimo zdolności chowania się za osłonami i odkopywania rzuconych granatów komputerowi przeciwnicy są łatwo podatni na zaskoczenie. Zwrócono ponadto uwagę na bardzo wysoką niekiedy odporność wrogów na strzały. Aaron Thomas ponadto pisał, że bardzo źle wykonano system wykrywania strzałów, w efekcie czego trudno trafić przeciwnika
Frustrację wywołały wśród niektórych krytyków końcowe części gry. Sal Accardo stwierdził, że moment w Nijmegen, gdy z drugiej strony mostu Niemcy strzelają w gracza pociskami z Panzerfaustów, ma tak wysoki poziom trudności, jak „aleja snajperów” w Medal of Honor: Allied Assault. Jerzy Poprawa uznał ten poziom nawet za bardziej frustrujący. Ponadto oskarżył w tym momencie grę o naginanie prawdy historycznej, zwłaszcza w dwóch ostatnich misjach (Varsity i Flakturm). Przeciwników tam występujących określił mianem Terminatorów ze względu na ich wygląd i absurdalną odporność na strzały. Dodatkowo całą ostatnią misję uznał za przekombinowaną i pisał, że w chwili jej ukończenia nie chciał już powracać do gry. Twierdził też, że przyjemność z gry psuł mu system zapisu dokonujący się dopiero po zaliczeniu danego zadania.
W kwestii technicznej krytycy chwalili oprawę audiowizualną. Jerzy Poprawa bardzo pozytywnie ocenił stronę wizualną gry (w tym takie drobiazgi jak realistycznie odwzorowany widok przez celownik z karabinu wyborowego) oraz klimatyczną ścieżkę dźwiękową. Kristan Reed zwrócił uwagę na szczegółowość obrazu, a Dan Adams ocenił modele postaci i animacje jako bardzo dobre. Z kolei Aaron Thomas był bardziej sceptyczny: twierdził, że eksplozje wyglądają przestarzale jak na siódmą generację gier komputerowych, a budynki w większości są takie same. Chwalił jednak wygląd broni i szczegółowość tekstur. W kwestii rozgrywki wieloosobowej nie okazywano entuzjazmu; krytycy pozytywnie oceniali tryb Team Deathmatch Airborne, aczkolwiek Sal Accardo stwierdził, że właściwie nic nowego w tej kwestii gra nie oferuje. Ponadto ze względu na nieprzemyślaną rozgrywkę ocenił grę jako raj dla kamperów. W ogólnym rozrachunku Medal of Honor: Airborne wzbudziła mieszane reakcje: Reed polecał ją jako jego zdaniem najlepszy first-person shooter o tematyce II wojny światowej, natomiast Poprawa opisał ją jako „dziwną hybrydę Medal of Honor i Return to Castle Wolfenstein”, która nie ma klimatu wojny i nie budzi większych emocji.